# Schwanebeck
Schwanebeck is een stad in de Duitse deelstaat Saksen-Anhalt, en maakt deel uit van de Landkreis Harz.
Schwanebeck telt 2.426 inwoners.waarvan 9 uit Nederland.

## Indeling gemeente
De gemeente bestaat uit de volgende Ortsteile:
- Nienhagen

Ballenstedt · 
Blankenburg (Harz) · 
Ditfurt · 
Falkenstein/Harz · 
Groß Quenstedt · 
Halberstadt · 
Harsleben · 
Harzgerode · 
Hedersleben · 
Huy · 
Ilsenburg (Harz) · 
Nordharz · 
Oberharz am Brocken · 
Osterwieck · 
Quedlinburg · 
Schwanebeck · 
Selke-Aue · 
Thale · 
Wegeleben · 
Wernigerode